# Antiphile de Byzance
Pour les articles homonymes, voir Antiphile.
Antiphile de Byzance (en grec ancien Αντίφιλος) est un poète grec antique ayant vécu au Ier siècle ap. J.-C. 
L'Anthologie palatine nous a transmis une cinquantaine d'épigrammes attribuées à cet auteur qui figure en bonne place dans l'édition de Philippe de Thessalonique

## Biographie et œuvre
Peu de choses sont connues de sa vie, si ce n'est ce que laissent deviner les poèmes qui nous sont parvenus. Il vécut, semble-t-il, sous Auguste et sous Tibère. Ses épigrammes laissent parfois entrevoir, par leur ton complaisant, un courtisan attentif à flatter. C'est le cas par exemple de l'épigramme IX, 178 (Ως πάρος ᾿Αελίου) qui célèbre la générosité dont fit preuve soit Tibère lui-même soit Nero Claudius Drusus, fils de Livie et frère de Tibère, lorsqu'un tremblement de terre ravagea l'île de Rhodes. 
Toutefois certains critiques estiment qu'il faut voir derrière ce nom non pas un mais trois poètes différents. Deux autres Antiphile auraient vécu, l'un à l'époque de Néron puis de Domitien, l'autre, plus tardivement encore, sous le règne de Marcellus ou sous celui de Gallien. Ces critiques se fondent sur des interprétations différentes des allusions dans les poèmes : ainsi, l'épigramme  IX, 178, citée plus haut, évoquerait non pas Tibère ou Nero Claudius Drusus, mais Néron, toujours à l'occasion d'un tremblement de terre qui frappa l'île de Rhodes. 
La même ambivalence prévaut dans les jugements portés sur son œuvre : tantôt considéré comme médiocre et prétentieux, il est par d'autres jugé élégant. Un élément mérite, quoi qu'il en soit, d'être distingué : son goût pour la mer et les excursions maritimes, sujet rarement traité sous cet angle par la poésie grecque.

## Extrait
Anth. Pal. IX, 546 (traduction : Marguerite Yourcenar) :
- J'aime parfois dormir à la proue, et entendre
- Les bâches résonner sous les paquets de mer.
- Sur son lit de gravier, le feu commence à prendre ;
- Le pot bouillonne, et la vapeur monte dans l'air.
- J'aime manger avec, pour ma table, une planche ;
- J'aime le mousse, encor que mal débarbouillé.
- Puis, les dés. Une partie. Et la voix franche
- Des marins plaisantant et buvant leurs rasades.
- Vivre ainsi me convient, gai, un peu débraillé.
- Moi qui goûte avant tout les joyeux camarades.